# Berthe Morisot

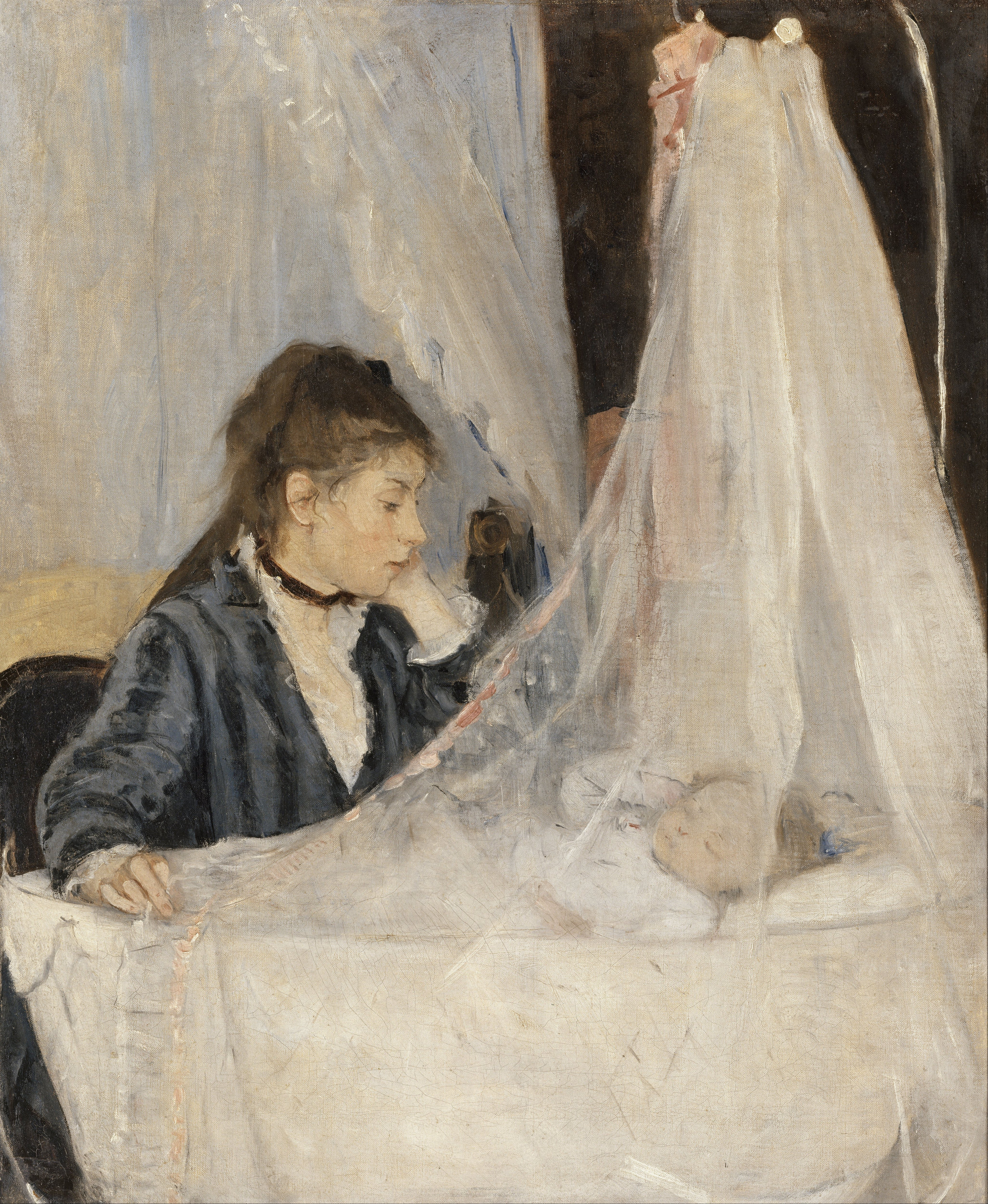
Kołyska (1872)

Berthe Morisot (ur. 14 stycznia 1841, zm. 2 marca 1895) – malarka francuska, czołowa przedstawicielka impresjonizmu. Pochowana na Cmentarzu Passy.
Pochodziła z zamożnej rodziny mieszczańskiej, jej matka była krewną Jean-Honoré Fragonarda. Od dziecka uczyła się rysunku, była uczennicą Jeana Baptiste’a Camille’a Corota. Rodzina Berthy należała do kręgu przyjaciół Edouarda Maneta. Jego brat Eugene Manet został mężem Berthy. Młoda malarka nauczyła się wiele od Maneta, i szczególnie w jej wczesnych obrazach da się zauważyć wyraźny wpływ jej mentora. Później jednak zwróciła się ku impresjonizmowi i regularnie wystawiała swe dzieła na wystawach organizowanych przez impresjonistów. Jej prace odznaczające się spokojem i delikatnością przedstawiały najczęściej kobiety podczas codziennych zajęć.

## Dzieła
- Autoportret (1885), 61 × 50 cm, Musée Marmottan Monet, Paryż
- Drzewo czereśniowe (1891-92), 154 × 80 cm, Musée Marmottan Monet, Paryż
- Dwie siostry (1869), 52,1 × 81,3 cm, National Gallery of Art, Waszyngton
- Dziewczyna z wachlarzem (1893), 65 × 54 cm, Musée Marmottan Monet, Paryż
- Eugene Manet na wyspie Wight (1875), 38 × 46 cm, Musée Marmottan Monet, Paryż
- Eugene Manet z córka Julie w Bougival (ok. 1881), 73 × 92 cm, Musée Marmottan Monet, Paryż
- Gałęzie drzewa pomarańczowego (1889), 33 × 52 cm, Musée Marmottan Monet, Paryż
- Kołyska (1872), 56 × 46 cm, Musée d’Orsay, Paryż
- Lektura. Portret pani Morisot i jej córki Edmy (1869-70), 101 × 81,8 cm, National Gallery of Art, Waszyngton
- Leżąca pasterka (1891), 63 × 114 cm, Musée Marmottan Monet, Paryż
- Lustro (1876), 76 × 54 cm, Museo Thyssen-Bornemisza, Madryt
- Malująca Paule Gobillard (1886), 85 × 94  cm, Musée Marmottan Monet, Paryż
- Młoda dziewczyna na balu (1875), 65 × 52 cm, Musée Marmottan Monet, Paryż
- Młoda kobieta pudrująca się (1877), 46 × 39 cm, Musée d’Orsay, Paryż
- Pasie szyjąca w ogrodzie w Bougival (1881), 81 × 100 cm, Musée des Beaux-Arts, Pau
- Polowanie na motyle: Edma Pontillon ze swymi córkami (1874), 47 × 56 cm, Musée d’Orsay, Paryż
- Port w Lorient (1869), 44 × 73 cm, National Gallery of Art, Waszyngton
- Portret Edmy Pontillon (1872-75), 53 × 46,1 cm, Courtauld Institute Gallery, Londyn
- Słońce zachodzące nad jeziorem w Lasku Bulońskim (1894), 27 × 35 cm, Musée Marmottan Monet, Paryż
- W jadalni (1886), 61 × 50 cm, National Gallery of Art, Waszyngton
- Wśród zboża (1875), 47 × 69 cm, Musée d’Orsay, Paryż

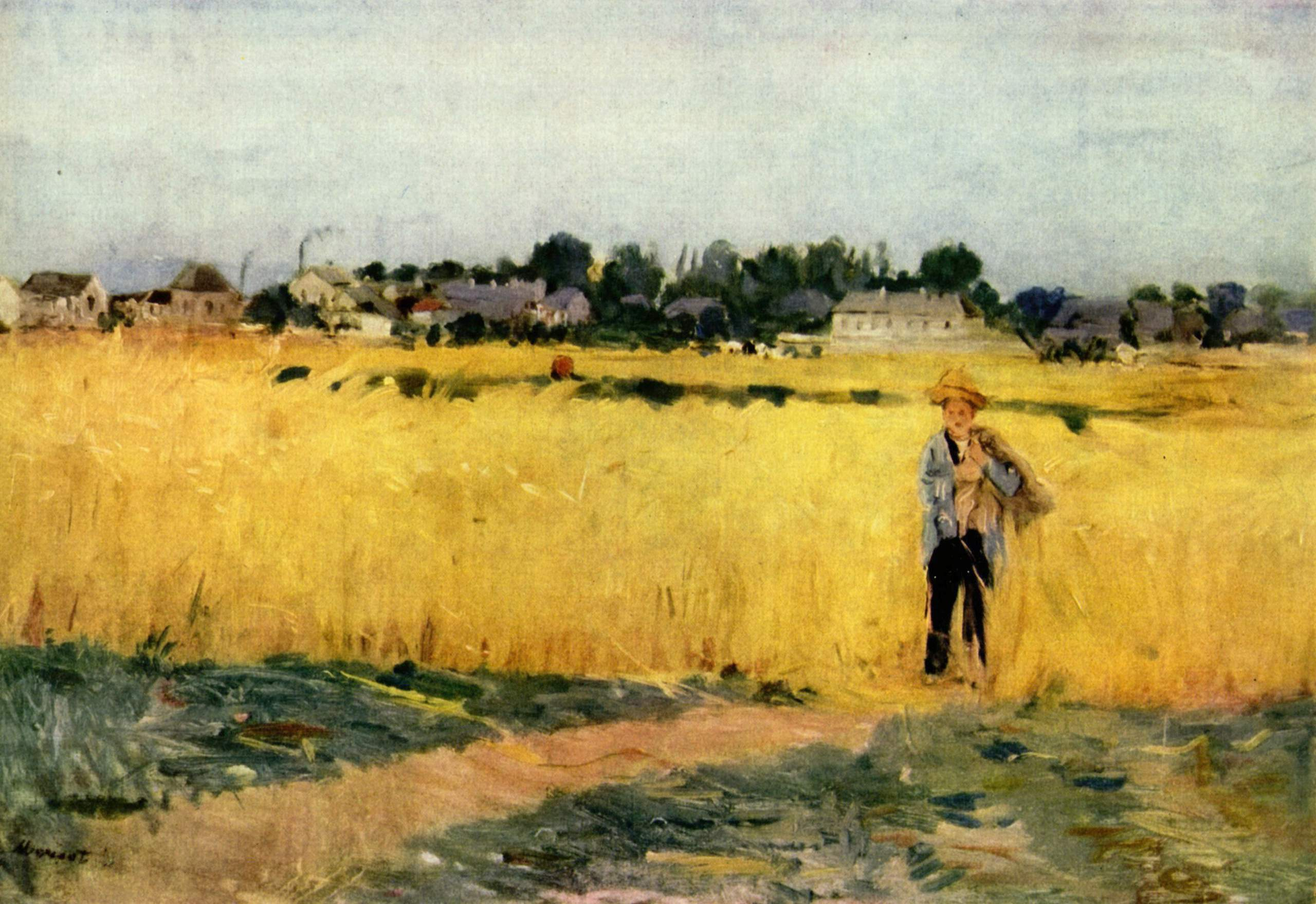
Wśród zboża, ok. 1875, Musée d’Orsay
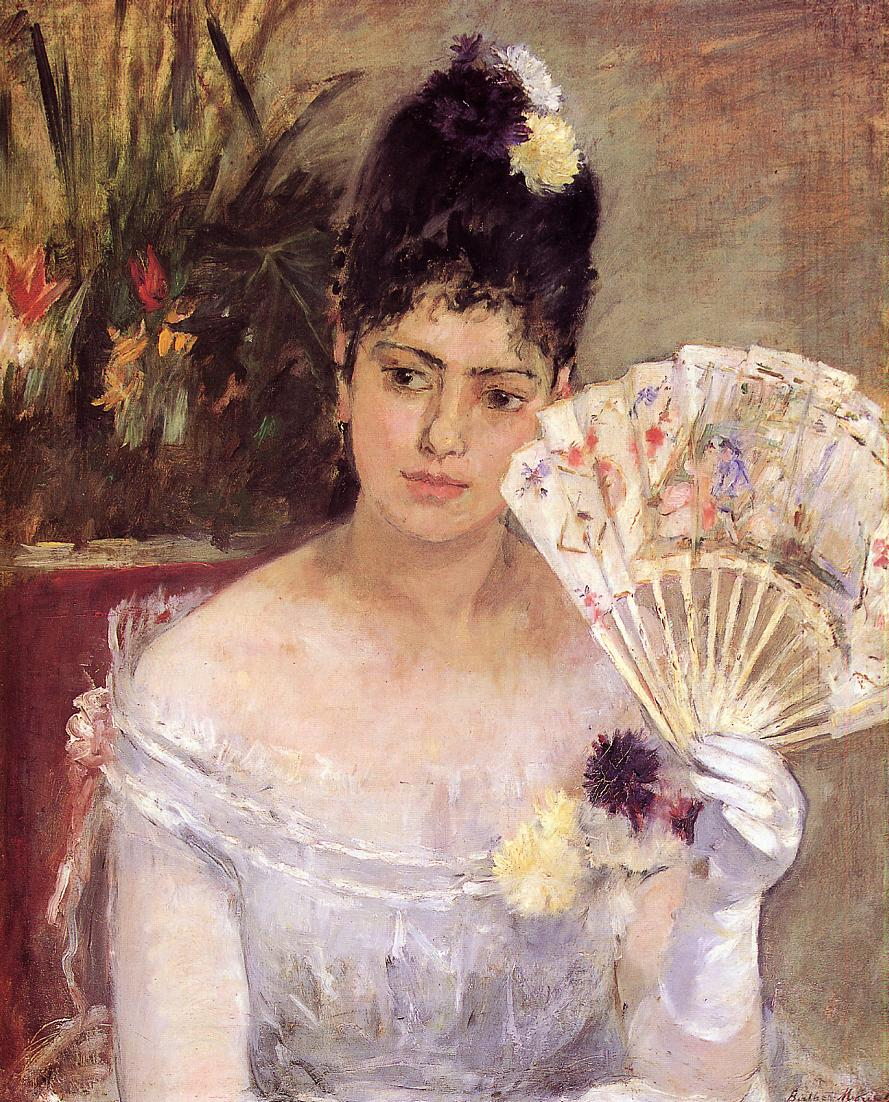
Młoda dziewczyna na balu, 1875, Musée Marmottan Monet
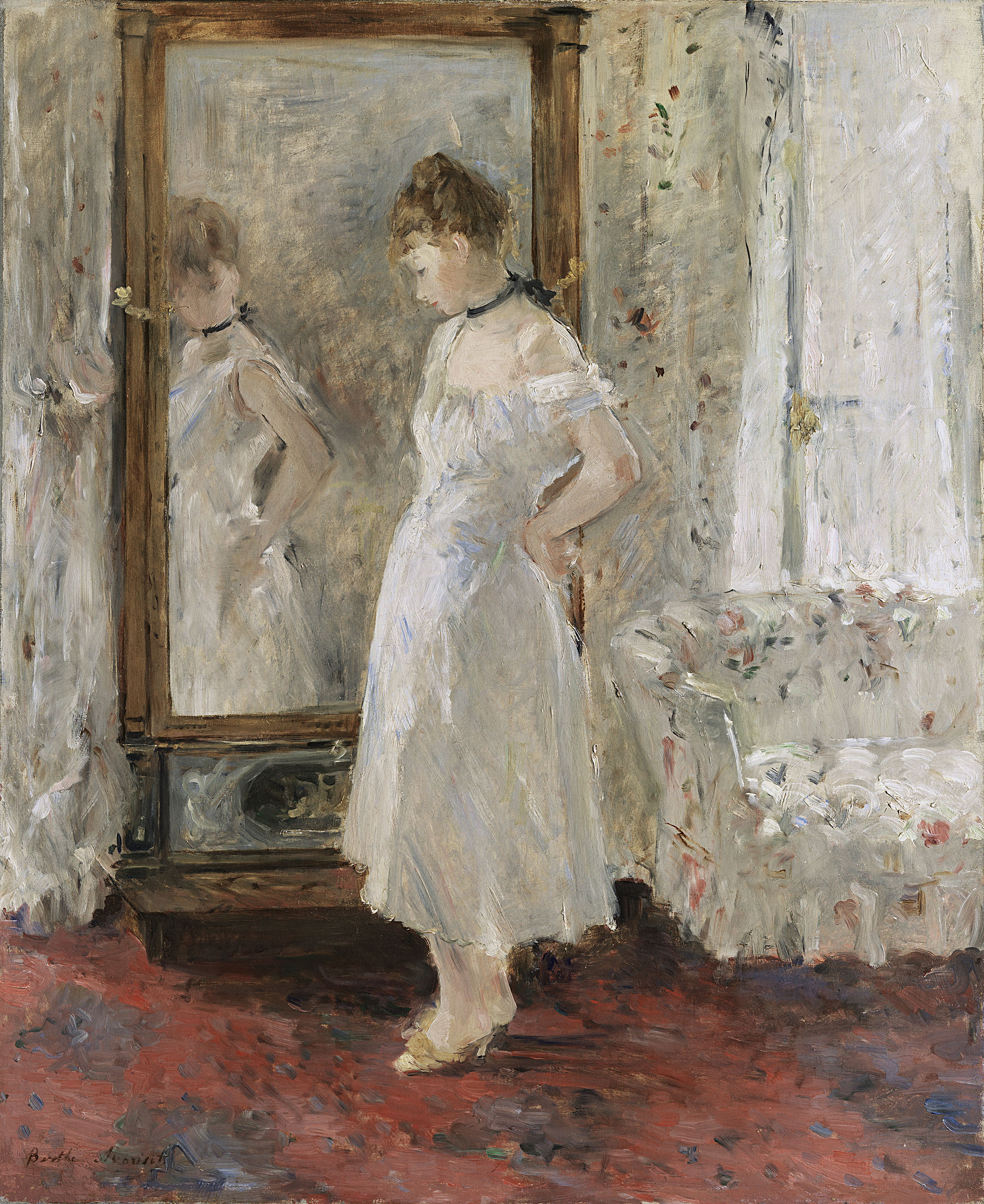
Lustro, 1876, Muzeum Thyssen-Bornemisza
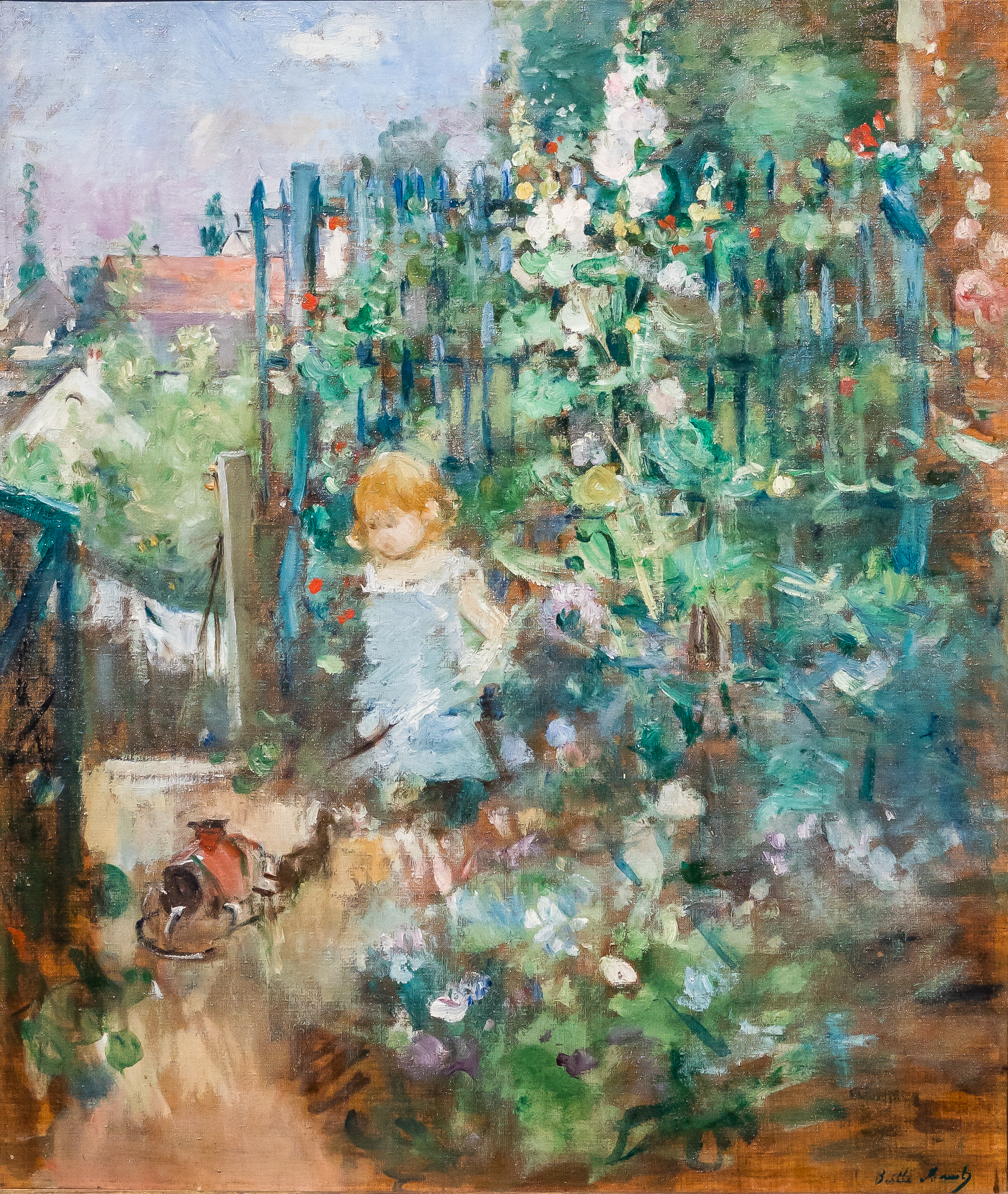
Dziecko wśród malw, 1881 Wallraf-Richartz-Museum